# Delton (Wisconsin)
Delton – miasto w Stanach Zjednoczonych, w stanie Wisconsin, w hrabstwie Sauk.